# Bubble Gum
«Bubble Gum» es una canción del grupo femenino surcoreano NewJeans. Fue lanzada el 24 de mayo de 2024 como cara B del segundo álbum sencillo del grupo, How Sweet (2024). NewJeans comenzó a promocionar la canción el 27 de abril de 2024 con un video musical en YouTube. El álbum sencillo debutó en el primer puesto en Corea del Sur.

## Antecedentes
Tras debutar en 2022, NewJeans tuvo su gran éxito internacional en 2023 con el lanzamiento del álbum sencillo OMG y su segundo EP, Get Up. En enero de 2023, NewJeans entró en el Billboard Hot 100 por primera vez con los sencillos Ditto y OMG. En Corea del Sur, Ditto se convirtió en la canción más exitosa del año, encabezando el Circle Digital Chart durante un récord de trece semanas,  recibiendo numerosos elogios, e introduciendo la tendencia del breakbeat en la industria del K-pop. Lanzado en julio de 2023, Get Up consolidó a NewJeans a nivel internacional como uno de los actos musicales más destacados del año, convirtiéndose en la primera entrada del grupo y su primer número uno en el Billboard 200, vendiendo más de dos millones de copias, y siendo nombrado entre los mejores álbumes de 2023 por varias publicaciones.

## Lanzamiento y promoción
El video musical de Bubble Gum fue publicado el 27 de abril de 2024. Fue dirigido por Youngeum Lee y obtuvo más de seis millones de vistas en 15 horas. En el vídeo, se ve a las integrantes disfrutando de un día de verano, soplando burbujas, tejiendo pulseras de la amistad, haciendo globos con formas de animales y jugando con burbujas de jabón y canicas en diversos entornos.
Bubble Gum fue lanzado más tarde en el álbum sencillo How Sweet junto con la canción del mismo nombre, el álbum debutó en el puesto número uno en el Circle Chart en Corea del Sur.

## Créditos
Créditos por Melon.
- Gigi – letra
- Oscar Bell – letra, composición
- Sophie Simmons – letra, composición
- 250 – composición, arreglos

## Listas

### Listas semanales
| Lista (2024)                                 | Posición más alta |
| -------------------------------------------- | ----------------- |
| Global 200 (Billboard)                       | 30                |
| Hong Kong (Billboard)                        | 4                 |
| Japón (Billboard Japan Hot 100)              | 40                |
| Japón (Oricon)                               | 18                |
| Japón Streaming (Oricon)                     | 41                |
| Malasia (Billboard)                          | 24                |
| Malasia International (RIM)                  | 19                |
| Nueva Zelanda Hot Singles (RMNZ)             | 5                 |
| Singapur (RIAS)                              | 11                |
| Corea del Sur (Circle)                       | 3                 |
| Taiwán (Billboard)                           | 7                 |
| EE. UU. World Digital Song Sales (Billboard) | 6                 |

### Listas mensuales
| Lista (2024)           | Posición más alta |
| ---------------------- | ----------------- |
| Corea del Sur (Circle) | 3                 |

### Listas de fin de año
Lista de fin de año de 2024
| Lista (2024)           | Posición |
| ---------------------- | -------- |
| Corea del Sur (Circle) | 33       |